# Duncan (Familienname)
Duncan ist ein Vorname und Familienname schottisch-gälischen Ursprungs. Er bedeutet „braun(haarig)er Krieger“, manchmal auch als „finsterer/dunkler Krieger“ übersetzt.

## Namensträger

### A
- Adam Duncan, 1. Viscount Duncan (1731–1804), britischer Marineoffizier
- Alan Duncan (* 1957), britischer Politiker
- Alastair Duncan (* 1942), US-amerikanischer Sachbuchautor und Kunstexperte des Jugendstils und des Art déco
- Alexander Duncan (Politiker) (1788–1853), US-amerikanischer Politiker
- Alexander Duncan (Fußballspieler) (1891–??), schottischer Fußballspieler
- Alexander Duncan-Thibault (* 1994), kanadischer Volleyballspieler
- Alexandra Duncan, US-amerikanische Science-Fiction- und Fantasy-Schriftstellerin und Bibliothekarin
- Alfred Duncan (* 1993), ghanaischer Fußballspieler
- Andrew Duncan (Pfarrer, 1560) (um 1560–1626), schottischer Pfarrer und Rebell
- Andrew Duncan (Mediziner, 1744) (1744–1828), schottischer Arzt und Hochschullehrer
- Andrew Duncan (Pfarrer, 1755) (1755–1827), schottischer Pfarrer
- Andrew Duncan (Mediziner, 1773) (1773–1832), schottischer Arzt und Hochschullehrer
- Andrew Duncan (Bürgermeister) (1834–1880), neuseeländischer Politiker, Bürgermeister von Christchurch
- Andrew Duncan (Politiker) (1882–1952), britischer Geschäftsmann und Politiker
- Andrew Duncan (Schauspieler) (1927–2022), US-amerikanischer Schauspieler
- Andrew Duncan (Dichter) (* 1956), britischer Dichter
- Andrew Duncan (Rugbyspieler) (* 1972), britischer Rugby-League-Spieler
- Andrew Duncan (Regisseur), kanadischer Fernsehregisseur und Drehbuchautor
- Andrew Rae Duncan (1884–1952), britischer Wirtschaftsmanager und Politiker (Conservative Party)
- Andy Duncan (Fußballspieler, 1911) (1911–1983), schottischer Fußballspieler
- Andy Duncan (Basketballspieler) (1922–2006), US-amerikanischer Basketballspieler
- Andy Duncan (Manager) (geboren 1962), britischer Manager
- Andy Duncan (Autor) (geboren 1964), US-amerikanischer Science-Fiction-Schriftsteller
- Andy Duncan (Musiker) (geboren 1975), US-amerikanischer Musiker und ehemaliges Mitglied der Band OK Go
- Andy Duncan (Fußballspieler, 1977) (geboren 1977), englischer Fußballspieler
- Andy Duncan (Musikproduzent), britischer ehemaliger Drummer von Linx und Musikproduzent
- Archibald A. M. Duncan (1926–2017), schottischer Historiker
- Arne Duncan (* 1964), US-amerikanischer Politiker
- Arthur Duncan (* 1947), schottischer Fußballspieler

### B
- Barbara Duncan (1921–2003), amerikanische Kunsthistorikerin, Kunstsammlerin und Mäzenin
- Ben Duncan (* 2002), australischer Fußballspieler
- Boris Duncan (* 1962), britischer Skirennläufer

### C
- Cameron Duncan (1986–2003), neuseeländischer Filmschaffender
- Carl D. Duncan (1895–1966), US-amerikanischer Insektenkundler, Botaniker und Hochschullehrer
- Carl Porter Duncan (1921–1999), US-amerikanischer Psychologe
- Charles Duncan (Maler) (1892–??), US-amerikanischer Maler
- Charles K. Duncan (1911–1994), US-amerikanischer Offizier
- Charles Stafford Duncan (1892–1952), US-amerikanischer Maler
- Charles W. Duncan (1926–2022), US-amerikanischer Manager und Politiker
- Chris Duncan (1981–2019), US-amerikanischer Baseballspieler

### D
- Dally Duncan (1909–1990), schottischer Fußballspieler
- Dan Duncan (1933–2010), US-amerikanischer Unternehmer
- Daniel Duncan (1806–1849), US-amerikanischer Politiker
- Daniel Kablan Duncan (* 1943), ivorischer Politiker
- Dave Duncan (1933–2018), kanadischer Schriftsteller
- David Duncan (Politiker) (1831–1886), britischer Politiker
- David Duncan (Fußballspieler) (1892–??), schottischer Fußballspieler
- David Duncan (Autor) (1913–1999), Drehbuchautor und Romanschriftsteller
- David Duncan (Freestyle-Skier) (* 1982), kanadischer Freestyle-Skier
- David Douglas Duncan (1916–2018), US-amerikanischer Foto- und Kriegsjournalist
- David Ewing Duncan (* 1958), US-amerikanischer Journalist
- David James Duncan (* 1952), US-amerikanischer Autor
- Davie Duncan (1921–1991), schottischer Fußballspieler
- Dennis Duncan (* 1974), britischer Linguist und Literaturwissenschaftler
- Dominique Duncan (* 1990), nigerianische Sprinterin
- Donald B. Duncan (1896–1975), US-amerikanischer Admiral
- Dorothy Duncan MacLennan (1903–1957), amerikanisch-kanadische Schriftstellerin
- Dorothy Duncan (Kuratorin), kanadische Kuratorin und Autorin

### E
- Elizabeth Duncan (1871–1948), US-amerikanische Tanzpädagogin
- Eric Duncan (1972–2014), liberianischer Indexpatient des Ebolafiebers

### F
- Fionna Duncan (1939–2022), schottische Jazzsängerin
- Frank Duncan (1901–1973), US-amerikanischer Baseballspieler

### G
- Garnett Duncan (1800–1875), US-amerikanischer Politiker
- Geoff Duncan (* 1975), US-amerikanischer Politiker
- George Duncan (Golfspieler) (1883–1964), schottischer Golfspieler
- George Duncan (Leichtathlet), US-amerikanischer Marathonläufer
- George Duncan (Maler) (George Bernard Duncan; 1904–1974), neuseeländisch-australischer Maler
- George Duncan (Manager) (* 1941), schottischer Musikmanager
- George B. Duncan (1861–1950), US-amerikanischer Generalmajor
- Glaister George Duncan (1930–2016), jamaikanischer Diplomat
- Gordon Duncan (1964–2005), schottischer Dudelsackspieler

### H
- Hal Duncan (* 1971), schottischer Schriftsteller
- Hank Duncan (1894–1968), US-amerikanischer Jazz-Pianist und Bandleader
- Helen Duncan (1897–1956), letzte Person, nach dem Witchcraft Act von 1735 ins Gefängnis gesperrt wurde
- Herbert Duncan (1862–1945), britischer Radrennfahrer und Journalist

### I
- Ian Duncan (Philologe) (* 1955), US-amerikanischer Philologe
- Ian Duncan (Rallyefahrer) (* 1961), kenianischer Rallyefahrer
- Ian Duncan (Politiker) (* 1973), britischer Politiker
- Ian Duncan (Schauspieler, 1975) (* 1975), südafrikanischer Schauspieler
- Ian Duncan (Schauspieler, II), Schauspieler, Drehbuchautor, Regisseur, Produzent und Filmeditor
- Isadora Duncan (1877–1927), US-amerikanische Tänzerin

### J
- J. Michael Duncan (James Michael Duncan; * 1937), US-amerikanischer Bauingenieur
- Jack Duncan (* 1993), australischer Fußballspieler
- James Duncan (Politiker) (1756–1844), US-amerikanischer Politiker (Pennsylvania)
- James Duncan (Fußballspieler) (1859–1936), schottischer Fußballspieler
- James Duncan (Leichtathlet) (1887–1955), US-amerikanischer Diskuswerfer
- James Duncan (Basketballtrainer) (* 1977), kanadischer Basketballtrainer
- James H. Duncan (1793–1869), US-amerikanischer Politiker
- James Duncan (Botaniker) (1802–1876), schottischer Botaniker
- Janice Duncan, US-amerikanische Filmemacherin, Drehbuchautorin und Filmproduzentin
- Jayan Duncan, Fußballspieler aus St. Kitts & Nevis
- Jeff Duncan (* 1966), US-amerikanischer Politiker
- John Duncan (Theologe) (auch Rabbi Duncan; 1796–1870), britischer Theologe und Missionar
- John Duncan (Afrikaforscher) (1805–1849), britischer Afrikaforscher
- John Duncan (Maler) (1866–1945), schottischer Maler
- John Duncan senior (1919–1988), US-amerikanischer Politiker
- John Duncan (Politiker) (* 1948), kanadischer Politiker
- John Duncan (Fußballspieler) (1949–2022), schottischer Fußballspieler und -trainer
- John Duncan (Künstler) (* 1953), US-amerikanischer Künstler und Musiker
- John Duncan (Psychologe) (* 1953), britischer Psychologe
- John Charles Duncan (1882–1967), US-amerikanischer Astronom
- John James Duncan Jr. (* 1947), US-amerikanischer Politiker, siehe Jimmy Duncan
- John S. Duncan (Mediziner) (* 1955), britischer Neurologe und Hochschullehrer
- John S. Duncan (Diplomat) (John Stewart Duncan; * 1958), britischer Diplomat, Gouverneur der Jungferninseln
- Johnny Duncan (Rennfahrer), britischer Motorradrennfahrer
- Johnny Duncan (Fußballspieler) (1896–1966), schottischer Fußballspieler und -trainer
- Johnny Duncan (Schauspieler) (1923–2016), US-amerikanischer Schauspieler
- Johnny Duncan (Musiker) (1932–2000), US-amerikanischer Bluegrass-Musiker
- Johnny Duncan (Sänger) (1938–2006), US-amerikanischer Country-Sänger
- Johnson Kelly Duncan (1827–1862), US-amerikanischer Brigadegeneral der Konföderierten
- Joseph Duncan (1794–1844), US-amerikanischer Politiker
- Josh Duncan (* 1986), US-amerikanischer Basketballspieler

### K
- Katherine Duncan-Jones (1941–2022), britische Literaturwissenschaftlerin
- Katie Duncan (* 1988), neuseeländische Fußballspielerin
- Kian Duncan (* 2000), anguillanischer Fußballspieler
- Kirsty Duncan (* 1966), medizinische Geografin und Politikerin
- Kurt Duncan (* 1978), Fußballspieler aus St. Kitts & Nevis

### L
- Lawson Duncan (* 1964), US-amerikanischer Tennisspieler
- Len Duncan (1911–1998), US-amerikanischer Autorennfahrer
- Lesley Duncan (1943–2010), britische Musikerin
- Lindsay Duncan (* 1950), britische Schauspielerin
- Lois Duncan (1934–2016), US-amerikanische Schriftstellerin

### M
- Mary Duncan (1895–1993), US-amerikanische Schauspielerin
- Matt Duncan (* 1959), schottischer Rugby-Union-Spieler
- Melissa Duncan (* 1990), australische Leichtathletin
- Michael Clarke Duncan (1957–2012), US-amerikanischer Schauspieler
- Michelle Duncan (* 1978), britische Schauspielerin
- Mike Duncan (* 1951), US-amerikanischer Politiker
- Mike Duncan (Historiker) (* 1980), US-amerikanischer Historiker

### N
- Nicholas Duncan, US-amerikanischer Schauspieler

### O
- Otis Dudley Duncan (1921–2004), US-amerikanischer Soziologe

### P
- Pamela Duncan (1931–2005), US-amerikanische Schauspielerin
- Patrick Duncan (Gouverneur) (1870–1943), südafrikanischer Kolonialbeamter und Politiker, Generalgouverneur der Südafrikanischen Union
- Patrick Duncan (Menschenrechtsaktivist) (1918–1967), südafrikanischer Kolonialbeamter, Politiker, Journalist und Schriftsteller
- Paul Duncan (* 1964), britischer Filmhistoriker
- Peter Duncan (Schwimmer) (Peter John Duncan; * 1935), südafrikanischer Schwimmer
- Peter Duncan (Skirennläufer) (* 1944), kanadischer Skirennläufer
- Peter Duncan (Politiker, 1945) (* 1945), australischer Politiker
- Peter Duncan (Schauspieler) (* 1954), britischer Schauspieler
- Peter Duncan (Regisseur) (* 1964), australischer Filmregisseur und Drehbuchautor
- Peter Duncan (Politiker, 1965) (* 1965), schottischer Politiker
- Peter J. S. Duncan (* 1953), britischer Historiker und Politikwissenschaftler
- Peter Martin Duncan (1824–1891), britischer Paläontologe

### R
- Rachel Duncan (* 1985), US-amerikanische Schauspielerin
- Raymond Duncan (1874–1966), US-amerikanischer Tänzer, Künstler, Dichter und Philosoph
- Richard Duncan (Leichtathlet) (* 1973), kanadischer Weitspringer
- Richard M. Duncan (1889–1974), US-amerikanischer Politiker
- Robert Duncan (Dichter) (1919–1988), US-amerikanischer Dichter
- Robert Duncan (Bischof) (* 1948), US-amerikanischer Geistlicher, Bischof von Pittsburgh
- Robert Duncan (Schauspieler) (* 1952), britischer Schauspieler
- Robert Duncan (Skirennfahrer) (* 1962), britischer Skirennfahrer
- Robert Duncan (Komponist) (* 1973), kanadischer Komponist
- Robert Duncan (Physiker), US-amerikanischer Physiker und Hochschullehrer
- Robert B. Duncan (1920–2011), US-amerikanischer Politiker
- Robert C. Duncan (Astrophysiker) (* 1956), US-amerikanischer Astrophysiker
- Robert C. Duncan (Leichtathlet) (1885–1957), britischer Leichtathlet
- Robert L. Duncan (* 1953), US-amerikanischer Politiker (Texas)
- Robert M. Duncan (* 1951), US-amerikanischer Politiker, siehe Mike Duncan
- Ronald Duncan (Schriftsteller) (1914–1982), englischer Schriftsteller, deutscher Herkunft
- Ronald Duncan (Skirennläufer) (* 1962), britischer Skirennläufer
- Ross Duncan (* 1944), australischer Cricketspieler
- Ryan Duncan (Eishockeyspieler) (* 1985), kanadischer Eishockeyspieler
- Ryan Duncan (Fußballspieler) (* 2004), schottischer Fußballspieler

### S
- Sandy Duncan (Leichtathlet) (1912–2005), britischer Leichtathlet und Sportfunktionär
- Sandy Duncan (* 1946), US-amerikanische Schauspielerin
- Scott Duncan (Fußballspieler) (1888–1976), schottischer Fußballspieler und -trainer
- Scott Duncan (Unternehmer) (* 1983), US-amerikanischer Unternehmer
- Scott Duncan (Tennisspieler) (* 1994), britischer Tennisspieler
- Sharon Duncan-Brewster (* 1976), britische Schauspielerin
- Sheena Duncan (1932–2010), südafrikanische Anti-Apartheid-Aktivistin und Anglikanerin

### T
- Ted Duncan (1912–1963), US-amerikanischer Rennfahrer
- Thomas Duncan (Maler) (1807–1845), schottischer Maler
- Thomas Duncan (General) (1819–1887), US-amerikanischer General
- Thomas Duncan (Mathematiker) (1777–1858), schottischer Mathematiker
- Thomas Duncan (Politiker, † 1910) († 1910), schottisch-kanadischer Politiker
- Thomas Elmer Duncan (1911–1967), US-amerikanischer Sänger, siehe Tommy Duncan
- Thomas G. Duncan, britischer Anglist
- Thomas Young Duncan (1836–1914), neuseeländischer Politiker
- Thomas William Duncan (1905–1987), US-amerikanischer Schriftsteller
- Tim Duncan (* 1976), US-amerikanischer Basketballspieler
- Todd Duncan (1903–1998), US-amerikanischer Sänger (Bariton), Gesangspädagoge, Schauspieler und Bürgerrechtsaktivist
- Trevor Duncan (1924–2005), englischer Komponist

### U
- Ursula Katherine Duncan (1910–1985), britische Botanikerin

### W
- Walter Gordon Duncan (1885–1963), australischer Politiker, Präsident des South Australian Legislative Council
- Walter Jack Duncan (1881–1941), US-amerikanischer Maler, Illustrator und Kriegsmaler
- William Duncan (Missionar) (1832–1918), englischer Missionar
- William Duncan (Schauspieler) (1879–1961), schottischer Schauspieler und Regisseur
- William Duncan (Fußballspieler) (* 1913), schottischer Fußballspieler
- William Addison Duncan (1836–1884), US-amerikanischer Politiker
- William C. Duncan (1820–1877), US-amerikanischer Politiker
- William Murdoch Duncan (1909–1975), schottischer Schriftsteller

### Z
- Zhivago Duncan (* 1980), US-amerikanischer Künstler